# YY Orionis
YY Orionis är en eruptiv Orionvariabel i stjärnbilden Orion. YY Orionis är prototypstjärna för en undergrupp, YY Orionis-variabler (IN(YY)). Förutom de kännetecken som omfattar alla unga stjärnor av Orionvariabel-typ har dessa stjärnor både emissionslinjer och absorptionslinjer i de röda våglängderna av stjärnspektrat. Detta tyder på material som faller ner mot stjärnornas yta. 
YY Orionis varierar mellan fotografisk magnitud +13,2 och 15,7 utan någon fastställd periodicitet.